# Tirante o Branco

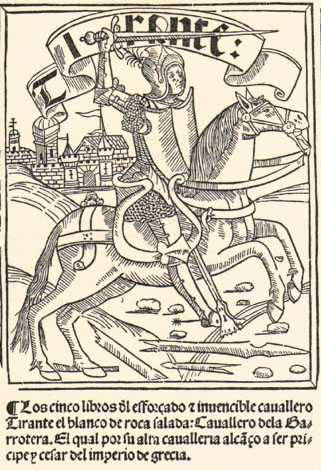
Capa da tradução castelhana de 1511

Tirante o Branco (em catalão arcaico Tirant lo Blanch) é um romance épico escrito pelo cavaleiro valenciano Joanot Martorell e publicado em Valência em 1490. Antes de sua publicação, a obra foi supostamente terminada por Martí Joan de Galba, ainda que haja dúvidas sobre a extensão de sua participação. É uma das obras medievais mais conhecidas da literatura catalã, e tem um importante papel na evolução do romance ocidental devido a sua influência sobre Miguel de Cervantes.
A grafia em catalão moderno é Tirant lo Blanc, o nome da principal personagem no romance.

## Influências
A história de "Tirante o Branco" está inspirada nas muitas leituras e experiências pessoais de seu autor. Sabe-se que Joanot Martorell passou um período na corte inglesa, onde é provável que tenha tido contato com versões literárias sobre o herói lendário Guy de Warwick. Martorell traduziu parte de um poema sobre a personagem e incorporou a narrativa nos primeiros capítulos do "Tirante", incluindo ainda parte da doutrina de cavalaria exposta pelo filósofo catalão Raimundo Lúlio (1233-1315) na sua Llibre de l'ordre de cavalleria. Também na Inglaterra, Martorell soube da lenda da fundação da Ordem da Jarreteira, que é reproduzida no "Tirante" junto a outros detalhes do cerimonial e festividades da corte inglesa.
Outra obra que influenciou o autor foi a chamada Crônica de Muntaner, do escritor catalão Ramon Muntaner (1265-1336), que inclui a história do mercenário Rogério de Flor. Esta personagem histórica real tem vários paralelos com o Tirante literário: ambos vão da Sicília a Constantinopla ajudar o imperador bizantino contra os turcos, e ambos terminam sendo declarados sucessores do imperador, casam-se com mulheres da família deste e terminam seus dias em Adrianópolis (atual Edirne).

## A obra

### Dedicatória
"Tirante o Branco" começou a ser escrita em janeiro de 1460, como o próprio autor, Joanot Martorell, expõe na dedicatória. A obra está dedicada ao infante dom Fernando, filho de Duarte I de Portugal e Leonor de Aragão e designado Rei expectant ("rei em espera"). Fernando viveu em Barcelona entre 1464 e 1465, e seu primo Pedro de Coimbra foi rei de Aragão por um breve período, entre 1463 e 1466. Martorell também afirma que traduziu a obra do inglês ao português, e só então traduziu-a definitivamente desta ao vulgar valenciano (catalão). Não se sabe, porém, se essa estranha afirmação é verdadeira ou se é apenas um recurso - comum nas novelas de cavalaria da época - de incluir informações fictícias sobre a origem da obra para aumentar o interesse dos leitores.

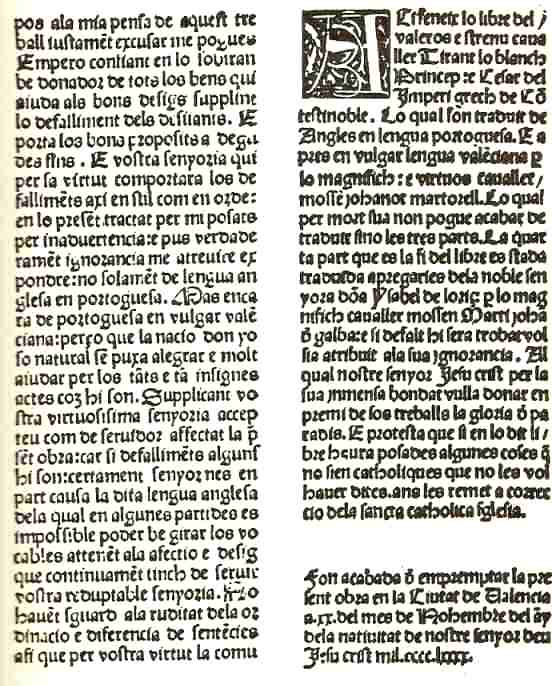
Página introdutória do Tirant lo Blanch de Joanot Martorell. ed. 1490

### Sinopse
A novela narra as aventuras do cavaleiro Tirante desde que é feito cavaleiro na Inglaterra até sua morte em terras bizantinas. A esta altura, Tirante era já herdeiro do império grego, após tê-lo liberado do jugo turco. A longa história, narrada majoritariamente em terceira pessoa num total de 487 capítulos, pode ser dividida em cinco partes:
- Tirante na Inglaterra: A novela começa com a história de Guy de Warwick (Guillem de Varoic), herói lendário inglês que é retratado em poemas anglo-normandos que Martorell deve ter conhecido em sua estadia na corte inglesa. Tirante o Branco (Tirant lo Blanch), nobre bretão, viaja à Inglaterra com um grupo de companheiros para assistir um casamento, conhecendo no caminho a Guy de Warwick, que está retirado numa ermida. Na corte inglesa Tirante é feito cavaleiro e envolve-se em variadas disputas com outros cavaleiros, vencendo-os todos. Retorna à Grã-Bretanha com glória.
- Tirante em Sicília e Rodes: Ao ouvir que a ilha de Rodes havia sido assediada pelos muçulmanos, Tirante consegue um barco e viaja à ilha acompanhado por Felipe, príncipe da França. Após passar pela Sicília, onde testemunha o romance entre Felipe e a princesa siciliana Ricomana, Tirante chega a Rodes e, graças ao seu valor e estratégia, consegue salvar os cavaleiros da Ordem Hospitalária. Passagens desta parte estão provavelmente inspirados no cerco real que sofreu Rodes em 1444.
- Tirante no Império Bizantino: De volta à Sicília, Tirante descobre que os turcos cercaram Constantinopla e que o imperador bizantino lançou um desesperado pedido de socorro. O capitão Tirante, à frente de um grande exército, viaja à capital do império, na qual é recebido como herói. Ali conhece e apaixona-se perdidamente pela princesa Carmesina, e a partir deste ponto a narrativa divide-se entre aventuras militares e vissicitudes amorosas. Novamente Tirante destaca-se na estratégia militar e consegue afastar o perigo turco; essa parte da narrativa está possivelmente inspirada na vida de personagens históricas aventureiras como Rogério de Flor. O herói e Carmesina casam-se em segredo, mas a viúva Reposada, que também está apaixonada por Tirante, tenta enganá-lo, fazendo-o pensar que Carmesina o trai com um escravo negro. Justo quando a artimanha da viúva está para ser revelada, uma tempestade leva Tirante e a pajem de Carmesina, Plaerdemavida, a uma praia no Norte da África.
- Tirante no Norte da África: Graças à sua cortesia, inteligência e valor militar, Tirante consegue ganhar a confiança dos reis africanos após um período no cativeiro. A isso se soma uma atividade missionária em que converte muitos mouros ao Cristianismo. Plaerdemavida, enquanto isso, torna-se rainha de Fez. Tirante, ansioso por ver a Carmesina e sabendo que os bizantinos estão novamente cercados pelos turcos, retorna a Constantinopla com uma grande frota.
- Tirante de volta ao Império Bizantino: Ao voltar, Tirante reencontra-se com Carmesina e novamente consegue repelir os turcos, o que leva o imperador bizantino, em agradecimento, a fazer dele herdeiro da coroa bizantina e dar-lhe Carmesina como esposa. Seguindo sua luta contra os turcos, Tirante conquista muitas terras. Uma noite, porém, quando cruzava um rio em Adrianópolis (atual Edirne), Tirante contrai um resfriado que evolui numa pneumonia. Antes de morrer, o herói escreve uma carta de despedida para Carmesina, que logo termina morrendo de dor. O imperador morre e seu sucessor, Hipólito, ordena que os corpos de Tirante e Carmesina sejam levados à Grã-Bretanha, onde são enterrados em ricas tumbas. De acordo com o colofão do livro, estes últimos capítulos que tratam da volta de Tirante ao Império Bizantino foram escritas por Martí Joan de Galba[1].

## Edições e traduções
Joanot Martorell começou a escrever o Tirante o Branco em 1460, mas nunca viu sua obra ser publicada. Os manuscritos inacabados foram dados em penhora a Martí Joan de Galba em 1464, que publicou-o em Valência em 1490. Desta edição original, impressa pelo editor alemão Nicolau Spindeler, existem atualmente apenas três exemplares, localizados na Biblioteca Universitária da Universidade de Valência, no Museu Britânico em Londres e na Hispanic Society of America em Nova Iorque . A obra foi reeditada em 1497 em Barcelona por Diego de Gumiel; desta edição há um exemplar completo também na Hispanic Society
Em 1511, foi publicada a primeira tradução da obra de Martorell ao castelhano, o Tirante el Blanco. A tradução, de autor anônimo, foi impressa em Valhadolide por Diego de Gumiel. Já em 1538 foi impressa uma tradução ao italiano em Veneza, reimpressa em 1577 e 1611. Foram ainda publicadas versões em língua francesa do Tirante em 1737, 1775 e 1786.

## Filme
Tirante el Blanco, um filme espanhol baseado no livro, foi lançado no começo de 2006.[carece de fontes?]